# Leggings

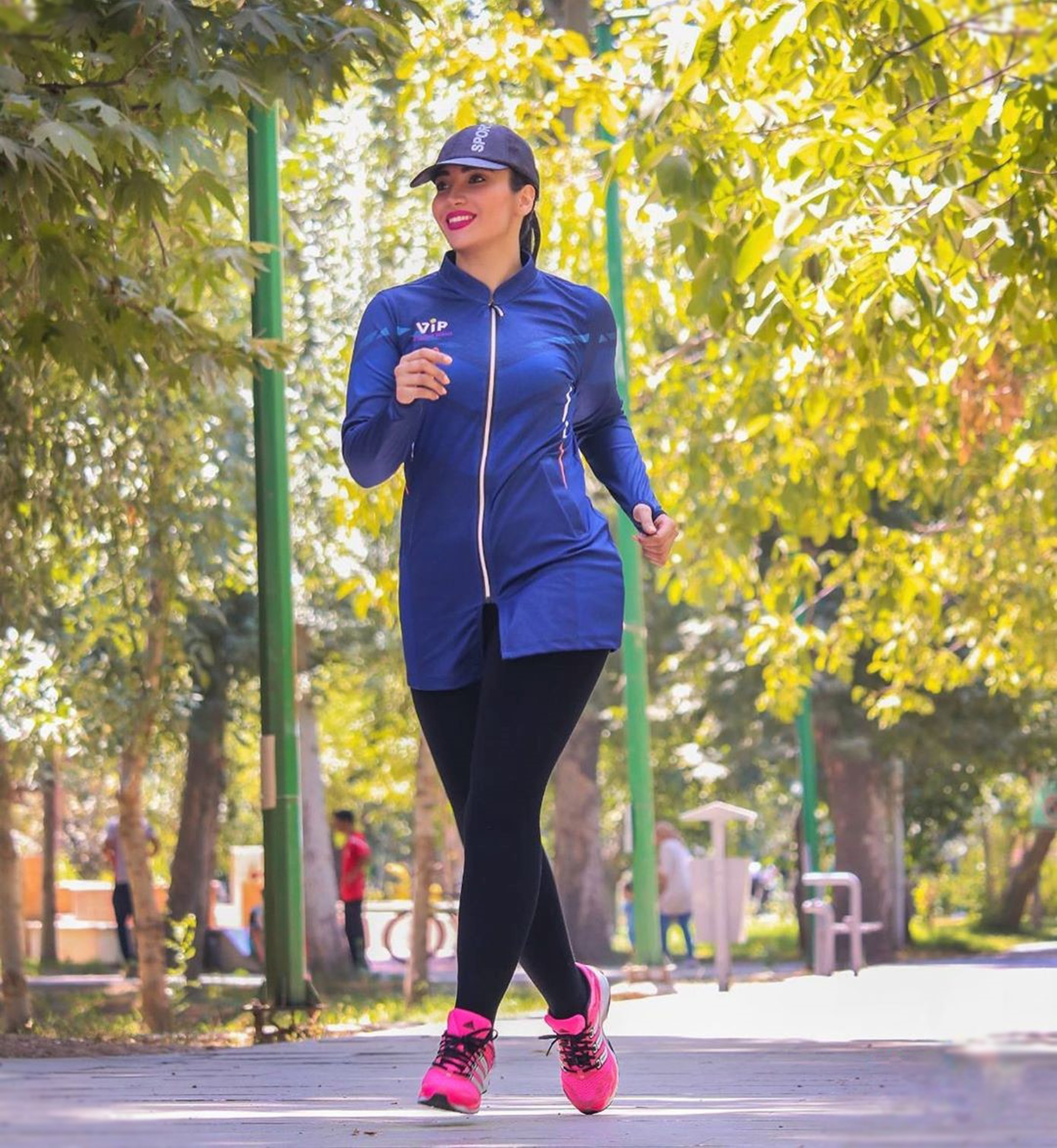
Kvinna i leggings.

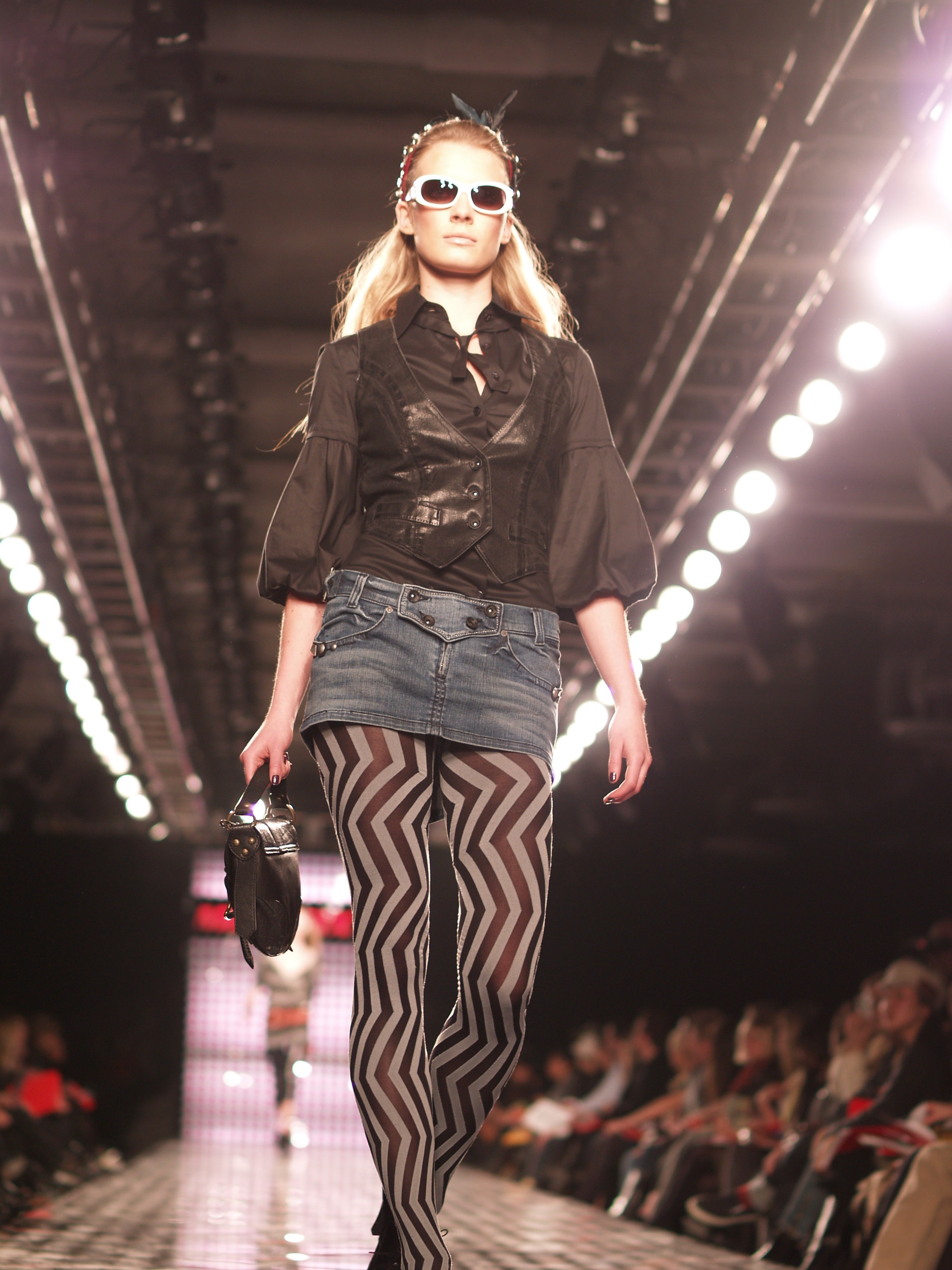
Leggings på en modevisning i New York 2007.

Leggings är benkläder utan fot i elastiska material. Det är en typ av tights, som är ett bredare begrepp för elastiska benkläder som även inkluderar idrottskläder. Medan tights finns för såväl herrar som damer, syftar leggings i etablerat svenskt språkbruk vanligen på ett damplagg.
Ofta går leggings ned till ankeln, men de kan även sluta vid vaden (ofta kallat trefjärdedelslängd). De är vanligen tillverkade av en blandning av lycra och antingen nylon, bomull eller en bomull-polyesterblandning. Det förekommer dock leggings som är tillverkade av ull, silke eller syntetmaterial. Leggings kan användas som alternativ till byxor och kombineras då ofta med en något längre topp, som exempelvis en tunika. Leggings kan också vara ett informellt alternativ till strumpbyxor i kombination med klänning, kjol eller shorts.

## Historik
Leggings är ett modernt, elastiskt plagg och ska inte blandas ihop med historiska plagg, som exempelvis vissa medeltida hosor med åtsittande bendel. Namnet syftade dock ursprungligen på indianernas benkläder i garvat skinn.
Leggings blev ett modeplagg under 1960-talet. De användes då som ett alternativ till capribyxan, men med mer åtsittande passform. Med fitness- och aerobicsvågen under tidigt 1980-tal blev tights modernt som gymklädsel. Vid denna tid började även utbudet av färger och mönster öka. Under tidigt 1990-tal hade leggings en popularitetstopp och användes då i stor utsträckning istället för byxor.
Sedan omkring 2005 har leggings åter fått ökad uppmärksamhet inom dammodet, men nu ofta som ett informellt alternativ till strumpbyxor.